# Port lotniczy Porto Alegre-Salgado Filho
Port lotniczy Porto Alegre-Salgado Filho (IATA: POA, ICAO: SBPA) – port lotniczy położony 6 km od Porto Alegre, w stanie Rio Grande do Sul, w Brazylii.